# Pahtajärvi (Jukkasjärvi socken, Lappland, 751013-176333)
Pahtajärvi är en sjö i Kiruna kommun i Lappland och ingår i Torneälvens huvudavrinningsområde. Sjön är 13,1 meter djup, har en yta på 0,0395 kvadratkilometer och befinner sig 348,4 meter över havet.

## Delavrinningsområde
Pahtajärvi ingår i det delavrinningsområde (751131-176805) som SMHI kallar för Ovan VDRID = 732679-188094 i Torneälvens vattendr*. Medelhöjden är 272 meter över havet och ytan är 88,3 kvadratkilometer. Räknas de 497 avrinningsområdena uppströms in blir den ackumulerade arean 9 666,73 kvadratkilometer. Avrinningsområdets utflöde Torneälven (Kamajåkka) mynnar i havet. Avrinningsområdet består mestadels av skog (67 procent) och sankmarker (21 procent). Avrinningsområdet har 4,81 kvadratkilometer vattenytor vilket ger det en sjöprocent på 5,4 procent.